# Sèmè-Kpodji
Sèmè-Kpodji – miasto w południowo-wschodnim Beninie, w departamencie Ouémé. Położone jest nad Zatoką Gwinejską, około 10 km na południe od stolicy kraju, Porto-Novo. W spisie ludności z 11 maja 2013 roku liczyło 23 636 mieszkańców.